# 100% Pot Success
100% Pot Success är Robert Johnson and Punchdrunks åttonde album som släpptes 18 augusti 2009 på etiketten Törncrantz Rock 'n' Roll. Det släpptes enbart i nedladdningsbart format och är bandets första album efter att Per Thorsell hoppat av.

## Låtar på albumet
1. Evil Knevil
2. Good To See You Too, Roky
3. Tired Of Thurston
4. Don't Touch That Dial Or I'll Mangle Ya!!!
5. 100% Pot Success
6. Dub For Mrs Seigner
7. Get Carter
8. Haunted Bierstübe
9. Orson Welles Great Mysteries
10. Bollocks To Your Picnic Chit-Chat